# فاليريو مورافشي
فاليريو مورافشي (بالمولدوفية: Valeriu Muravschi)‏ (31 يوليو 1949 - 8 أبريل 2020) سياسي ورجل أعمال مولدوفي، وهو أول رئيس لوزراء مولدوفا، وشغل المنصب بين 28 مايو 1991 و1 يوليو 1992.